# Supernova vom Typ Ia
Supernovae vom Typ Ia sind eine relativ homogene Gruppe von Supernovae. Beim explosiven Aufleuchten zeigen sie in ihren Spektren keine Anzeichen von Wasserstoff oder Helium. Ihr charakteristisches Merkmal sind starke Absorptionslinien des Siliciums in der Zeit nach dem Maximum. Typ-Ia-Supernovae werden auch nach ihrem vermuteten Explosionsmechanismus als thermonukleare Supernovae bezeichnet. Im Gegensatz zu allen anderen Supernovaarten befindet sich in ihren Supernovaüberresten kein überlebender Zentralstern. Supernovae vom Typ Ia galten lange als die am genauesten bekannten Standardkerzen zur Entfernungsbestimmung im Bereich kosmologischer Distanzen, neuste Erkenntnisse lassen daran aber Zweifel aufkommen.

## Beobachtung

Spektrum der Typ-Ia-Supernova SN1998aq einen Tag nach dem Maximum.

Die Klassifizierung von Supernovae vom Typ Ia beruht primär auf spektroskopischen Kriterien mit der vollständigen Abwesenheit von Wasserstoff und Helium sowie dem Nachweis von starken Siliciumlinien im Spektrum während des Anstiegs und des Maximums. Die spektralen Eigenschaften, die absolute Helligkeit 15 Tage nach dem Maximum sowie die Form der Lichtkurve sind bei 70 Prozent der Supernovae vom Typ Ia, den normalen Typ-Ia-Supernovae, fast identisch. Die optischen Spektren enthalten zum Zeitpunkt der maximalen Helligkeit Silicium, Sauerstoff, Calcium und Magnesium. Daraus wird geschlossen, dass die äußeren Schichten des bei der Supernovaexplosion ausgeworfenen Materials aus chemischen Elementen mittlerer Masse bestehen. Einfach ionisierte Linien des Eisens dominieren das Spektrum ungefähr zwei Wochen nach dem Maximum. Etwa einen Monat später, während der Nebelphase, beginnen verbotene Linien des einfach und zweifach ionisierten Eisens und Cobalts sowie Absorptionslinien des Calciums aufzutreten. Die Stärke der Cobaltlinien nimmt im Laufe der Zeit ab, während die Stärke der Linien des Eisens zunimmt. Die Lichtkurve der Supernovae vom Typ Ia lässt sich modellieren nach dem radioaktiven Zerfall von 56Ni über 56Co und weiter zu 56Fe. Dies passt auch zu dem zeitlichen Verlauf der Stärke der Spektrallinien.
Die frühen Spektren entstehen durch die Streuung eines thermischen Kontinuums mit P-Cygni-Profilen, deren blaues Ende bis zu 25.000 km/s erreicht. Die maximale Expansionsgeschwindigkeit nimmt schnell im Laufe der Zeit ab. Dabei sind die beobachteten Geschwindigkeiten abhängig von den chemischen Elementen und lassen eine geschichtete Struktur der in der Explosion entstehenden Produkte vermuten.

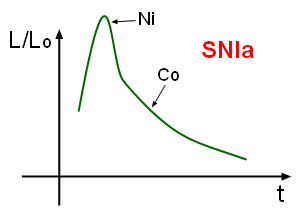
Schematische Lichtkurve von Supernovae vom Typ Ia. Die Leuchtkraft um das Maximum wird überwiegend durch den radioaktiven Zerfall von Nickel bestimmt, im späteren langsameren Abfall von Cobalt.

Die Lichtkurven der normalen Ia-Supernovae erreichen ungefähr 19 Tage nach der Explosion eine maximale absolute Helligkeit im Blauen und Visuellen des Johnson-Systems von bis zu −19,3 mag. Innerhalb eines Monats fällt die Helligkeit um drei Magnituden ab und danach weiter exponentiell mit einer Magnitude pro Monat. Im Infraroten tritt einen Monat nach dem ersten Maximum ein zweites auf. Aus den Lichtkurven wird abgeschätzt, dass in den Supernovae-Explosionen zwischen 0,3 und 0,9 Sonnenmassen an 56Ni synthetisiert werden. Im Radiobereich können Typ-Ia-Supernovae im Gegensatz zu Kernkollapssupernovae nicht nachgewiesen werden. Radiostrahlung entsteht nur Jahrtausende später in den Supernovaüberresten durch Bremsstrahlung, wenn das ausgeworfene Material mit interstellarer Materie wechselwirkt.

## Untergruppen
Neben den normalen Typ-Ia-Supernovae treten noch lichtschwächere und hellere Supernovae auf, die sich spektroskopisch nicht oder nur wenig von den normalen Ia-Supernovae unterscheiden:
- Die Super-Chandrasekhar-Supernovae vom Typ Ia mit einem Anteil von ungefähr 9 Prozent aller Ia-Supernovae. Ihre absoluten Helligkeiten sind im Maximum um eine Magnitude heller. Ihre Lichtkurven lassen sich modellieren mit 1,5 bis 1,8 Sonnenmassen von 56Ni. Diese Masse an einem synthetisierten Element übersteigt die maximale Masse eines Weißen Zwergs, die Chandrasekhar-Grenze, von ungefähr 1,44 Sonnenmassen.
- Die Supernovae vom Typ .Ia oder auch SN-1991bg-artigen Supernovae haben einen Anteil von 15 Prozent aller Ia-Supernovae. Sie erreichen eine geringere absolute maximale Helligkeit von nicht mehr als −17 mag. Die neu synthetisierte Materie an 56Ni liegt bei nur 0,1 Sonnenmassen und die Lichtkurve fällt schneller ab als bei normalen Ia-Supernovae. Im Infraroten tritt kein zweites Maximum auf. Es gibt im Spektrum Anzeichen für nicht in Kernfusionen verbrauchten Kohlenstoff.
- Die Supernovae vom Typ Iax oder auch SN-2002cx-artigen Supernovae tragen zu 5 Prozent aller Ia-Supernovae bei. Nach ihren Lichtkurven sind bei diesen unterleuchtkräftigen Supernovae nur 0,2 Sonnenmassen an 56Ni entstanden. Ihre maximalen Helligkeiten erreichen um die −18 mag. Die Expansionsgeschwindigkeit ist recht gering und ihre Hüllen werden auch ein Jahr nach der Explosion noch nicht transparent.
- Die SN-Ia-CSM-Untergruppe zeigt in späten Spektren einige Wochen bis Monate nach dem Maximum schwache Anzeichen für scharfe Linien des Wasserstoffs. Die SN-Ia-CSM machen je nach Autor zwischen 0,1 und 1 Prozent aller Supernovae vom Typ Ia aus. Die Wasserstofflinien entstehen wahrscheinlich durch die Interaktion des bei der Supernovaexplosion ausgestoßenen Materials mit zirkumstellarer Materie.

## Bedeutung
Normale Supernovae vom Typ Ia sind die Standardkerzen zur Entfernungsbestimmung über kosmologische Distanzen. Mittels der Phillips-Beziehung können die leicht unterschiedlichen Lichtkurven normiert werden und zeigen dann 15 Tage nach dem Maximum nur noch eine Streuung ihrer absoluten Helligkeiten von 0,1 mag. Durch die Anwendung der Phillips-Beziehung wurde die beschleunigte Expansion des Universums entdeckt, die derzeit mit der Dunklen Energie erklärt wird. Daneben führen die Supernovae der interstellaren Materie bis zu 0,7 Sonnenmassen an schweren Elemente zu, die zu Staub kondensieren. Darüber hinaus tragen sie erhebliche Mengen an kinetischer Energie in die interstellare Materie ein, wodurch weitere Sternentstehung angestoßen werden kann. Die Supernovaüberreste sind wahrscheinlich die Orte, an denen ein großer Teil der kosmischen Strahlung auf annähernd Lichtgeschwindigkeit beschleunigt wird.

## Heimatgalaxien

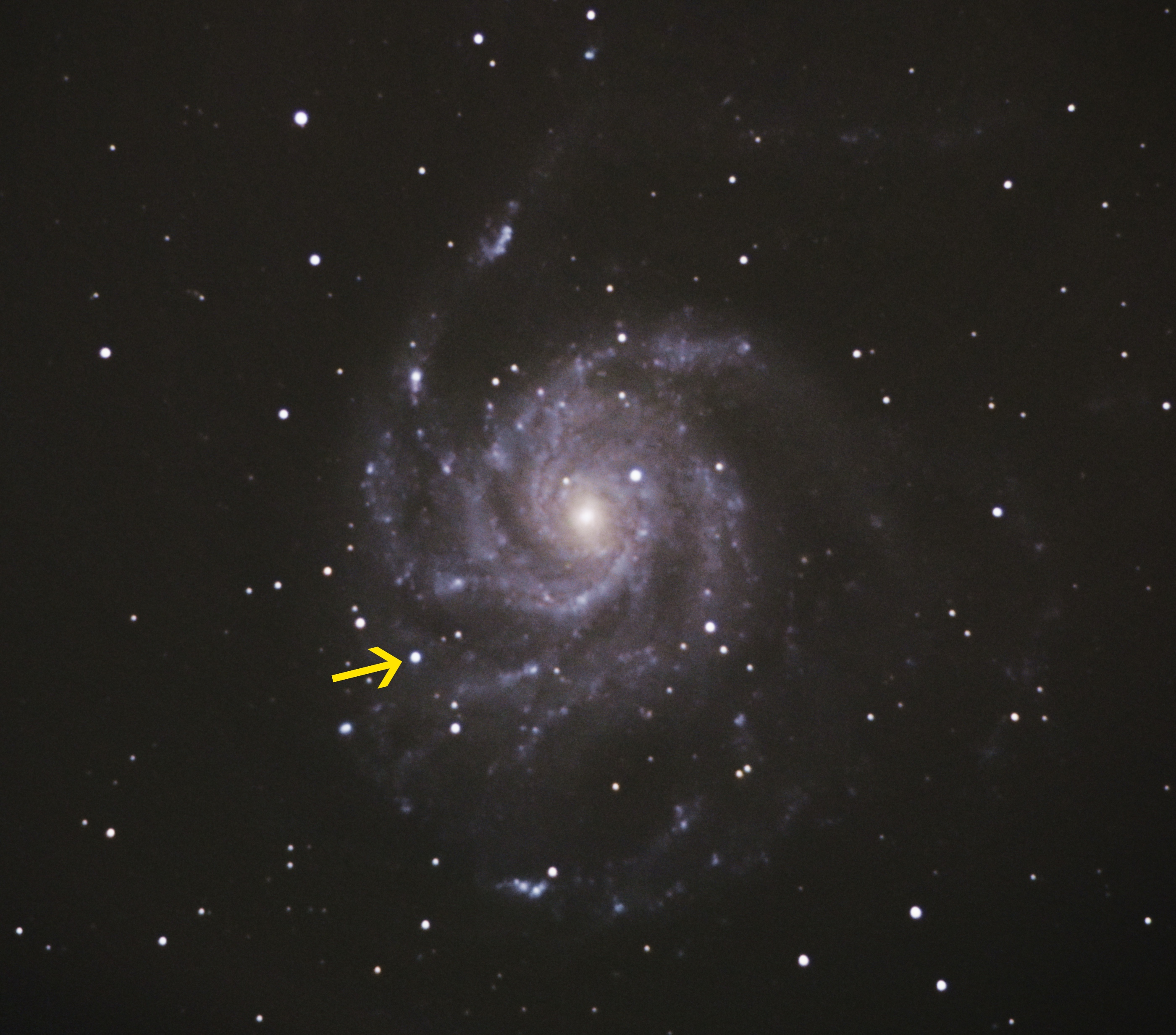
SN 2011fe in M101

Die Häufigkeit für das Auftreten einer Supernova vom Typ Ia wird für die Milchstraße auf eine bis drei pro Hundert Jahre geschätzt. Da große Teile der Milchstraße wegen der Extinktion durch Staub der interstellaren Materie nicht beobachtet werden können, werden Supernovae durch systematische Durchmusterungen in nahen Galaxien gesucht. Typ-Ia-Supernovae treten in allen Arten von Galaxien auf, im Gegensatz zu Kernkollapssupernovae stehen sie daher nicht in einer Verbindung mit massereichen Sternen. Sie werden auch in allen Arten von stellaren Populationen beobachtet.
In frühen Galaxien („früh“ in der Klassifizierung nach Hubble) sind ihre Expansionsgeschwindigkeiten systematisch geringer und die maximale Helligkeit um 0,25 mag niedriger als bei späten oder Starburstgalaxien. Auch Galaxien mit hohen Gesamtmassen zeigen im Durchschnitt eine geringere Expansionsgeschwindigkeit der Supernovae vom Typ Ia. Diese Beziehungen bleiben auch für hohe Rotverschiebungen gültig.
Die Supernovaerate pro Sonnenmasse ist für späte Galaxientypen um einen Faktor 20 höher als für frühe Galaxien und ist umgekehrt linear abhängig von der Galaxienmasse. Im Bulge von Galaxien scheint die Supernovaerate geringer als in den Spiralarmen zu sein. In den Halos sind die Supernovae lichtschwächer als in den Spiralarmen. Aufgrund dieser Beobachtungen wird vermutet, dass die Typ-Ia-Supernovae sich dort typischerweise aus unterschiedlichen Vorläufersystemen entwickeln.

## Supernova Ia als explodierender Weißer Zwerg vom C-O-Typ
Bei nahen Supernovae wie SN 2011fe kann aus dem Zeitpunkt des Shock Breakouts auf den Radius des explodierenden Sterns geschlossen werden. Dieser wird auf weniger als 0,02 Sonnenradien eingegrenzt. Aus der Lichtkurve kann die synthetisierte Masse an 56Ni berechnet werden, die bei normalen Supernovae vom Typ Ia bei durchschnittlich 0,5 Sonnenmassen liegt. Dieser Wert ist identisch mit der Untergrenze der Masse des Vorläufersterns und diese Kombination tritt nur bei entarteten Sternen auf: Weißen Zwergen, Neutronensternen oder den hypothetischen Quarksternen. Es gibt keinen plausiblen Mechanismus, wie ein Neutronenstern explodieren könnte, weshalb es allgemeiner Konsens ist, dass die Vorläufersterne von Supernovae des Typs Ia Weiße Zwerge sind. Weiße Zwerge können überwiegend aus Magnesium und Neon bestehen oder aus einem Gemisch aus Kohlenstoff und Sauerstoff. Sehr frühe Spektren solcher Supernovae zeigen Anzeichen von Kohlenstoff und Sauerstoff. Es sind thermonukleare Reaktionen bekannt, um aus einem Kohlenstoff-Sauerstoff-Gemisch alle in den Spektren nachgewiesenen Elemente zu erzeugen, während dies nicht für Magnesium oder Neon gilt. Daher wird vermutet, dass die Vorläufersterne von Supernovae vom Typ Ia C-O-Weiße-Zwerge sind.
Ein Weißer Zwerg in einem Doppelsternsystem kann instabil werden, wenn er im Laufe der Zeit Gas aus der ausgedehnten Hülle seines Begleiters akkretiert, wobei es zu mehreren Nova-Ausbrüchen kommen kann. Bei diesen Ausbrüchen fusioniert der Wasserstoff des akkretierten Gases, die Fusionsprodukte bleiben zurück, bis der vor der Supernova stehende Weiße Zwerg in seinem Kern große Mengen mit Sauerstoff verunreinigten Kohlenstoffs, einem riesigen Diamanten vergleichbar, enthält. Die unter hohem Gravitationsdruck herrschende mittlere Dichte liegt dabei typischerweise bei rund 3 t pro cm³. Wenn sich der Kern durch weitere Akkretion und Verbrennungsvorgänge in den Schalen der Chandrahsekharmasse nähert, wird er zunehmend instabil. Je mehr Masse ihm zugeführt wird, umso kleiner wird sein Radius, die Dichte steigt auf über 1000 t pro cm³. Nach Pauldrach ist er in diesem Zustand mehr Grenzgänger als Stern, da er keinen spezifizierbaren Radius mehr besitzt. Bei Erreichen der Grenzmasse zündet der Kohlenstoff nicht über eine Erhöhung der Temperatur, sondern aufgrund der weiteren Dichtezunahme. Die dadurch einsetzende Temperaturerhöhung nimmt der entartete Stern erst wahr, wenn er bei rund 10 Mrd. K wieder einen normal-thermischen, nicht-entarteten Zustand erreicht. Dabei wird in Sekundenbruchteilen der komplette Kohlenstoffvorrat zu Eisen und Nickel verbrannt und der Stern kann wieder normal auf das Szenario reagieren, d. h. er explodiert in einer thermonuklearen Supernova vom Typ Ia.
Die weitaus am häufigsten vorkommenden Isotope von Sauerstoff und Kohlenstoff haben genauso viele Protonen wie Neutronen im Atomkern. Bei einem Proton-Neutron-Verhältnis von 1 werden in der Supernova große Mengen radioaktiven Nickel-56 erzeugt, das die höchste Bindungsenergie (größter Massendefekt) unter allen Isotopen mit paritätischem Protonen-Neutronen-Verhältnis besitzt. Nickel-56 wandelt sich durch Elektroneneinfang mit einer Halbwertszeit von 6,1 Tagen (entsprechend einer durchschnittlichen Lebensdauer von rund 9 Tagen) unter Abgabe eines Neutrinos und eines Photons zu ebenfalls radioaktivem Cobalt-56 um. Dieses zerfällt seinerseits im Anschluss mit einer Halbwertszeit von 77,2 Tagen, wiederum unter Abgabe von Neutrinos und elektromagnetischer Strahlung, zu Eisen-56, einem stabilen Isotop (rund 81 % des Cobalt-56 zerfallen über Elektroneneinfang und die restlichen 19 % über β+-Zerfall). Es sind damit die im Zerfall von 56Ni über 56Co zu 56Fe gebildeten Gammaquanten, die für die charakteristische Helligkeitskurve einer Supernova vom Typ Ia ausschlaggebend sind. Diese Gammastrahlen können nicht sofort in den Weltraum entweichen. Sie werden im anfangs dicht gepackten Explosionsmaterial transformiert und können das Medium erst zeitverzögert verlassen. Im Bereich des sichtbaren Lichts prägen sie so der Helligkeitskurve der Supernova in den ersten rund 100 Tagen ihren charakteristischen Verlauf auf. Die Lichtkurve beruht damit nicht auf der durch Fusion freigesetzten Energie, sondern wird durch die im Verlaufe der oben beschriebenen Zerfallsprozesse generierten Gammaquanten bestimmt. Die Masse des im Fusionsprozess gebildeten Nickels ist proportional zur freigesetzten Maximalenergie. Sie ist ebenso proportional zur insgesamt über mehrere Monate erzeugten radioaktiven Strahlung, die rund 10 % der im Kohlenstoffbrennen erzeugten Energie entspricht, vergleichbar etwa der Energieabstrahlung der Sonne über einen Zeitraum von 1 Mrd. Jahre. In den ersten zwölf Tagen der Supernovaexplosion wird etwa ein Drittel dieser Leistung abgestrahlt.
Entsprechend der C-O-Weiße-Zwerge-Hypothese kann bei 20 Prozent der Supernovae vom Typ Ia eine Signatur des CII in frühen Spektren etwa fünf Tage vor dem Maximum nachgewiesen werden. Diese Beobachtungen können als unverbrannter Kohlenstoff aus den äußeren Schichten des Weißen Zwerges oder als Folge einer asymmetrischen Explosion interpretiert werden.

## Potentielle Vorläufer
Bisher ist es nicht gelungen, ein Vorläufersystem einer Supernova vom Typ Ia im Optischen, im Infraroten, im UV oder im Röntgenbereich zweifelsfrei zu identifizieren.

## Weitere Mechanismen
Es sind eine Reihe von hypothetischen Modellen entwickelt worden, die zu einer Zerstörung eines C-O-Weißen-Zwerges durch thermonukleare Reaktionen führen können:
- Nach dem einfach entarteten Szenario empfängt ein Weißer Zwerg in einem Doppelsternsystem von einem wasserstoff- oder heliumbrennenden Begleiter Materie, da der Begleiter sein Roche-Grenzvolumen überschreitet. Bei einer bestimmten Akkretionsrate kommt es zu einem stetigen Wasserstoffbrennen nahe der Oberfläche des Weißen Zwergs bei symbiotischen Sternen und superweichen Röntgenquellen, wodurch die Masse des Weißen Zwerges zunimmt. Ab einer bestimmten Masse, meist nahe der Chandrasekhar-Grenze, beginnt im Kern des entarteten Sterns ein explosives Kohlenstoffbrennen.
- Im zweifach entarteten Szenario oder auch Doppel-Detonationsmodell ist der Begleiter des Weißen Zwergs ein weiterer Weißer Zwerg, der von diesem ebenfalls Materie akkretiert. Das akkretierte Helium verdichtet sich auf der Oberfläche des massereicheren Weißen Zwergs und Heliumbrennen zündet. Dadurch läuft eine Stoßwelle in den Kern des Weißen Zwergs und zündet dort das Kohlenstoffbrennen. Dieses Modell ist populär für Sub-Chandrasekhar-Supernovae vom Typ Iax und Ia. Es kann aber nur schwer die Homogenität der normalen SN-Ia erklären, da im Doppel-Detonationsmodell die Zündung in einem weiten Massenbereich des Weißen Zwergs erfolgen kann.
- Bei dem Double Degenerate Merger Szenario kommt es zu einem stabilen Massentransfer von einem Weißen Zwerg zu einem schweren Begleiter, der ebenfalls ein Weißer Zwerg ist. Bei einem geringen Abstand zwischen den beiden Sternen zerbricht der leichtere Weiße Zwerg im Gravitationsfeld seines Begleiter durch Gezeiteneffekte. Dadurch bildet sich um den überlebenden Weißen Zwerg eine Akkretionsscheibe und der entartete Stern gewinnt Masse, bis in seinem Inneren durch den steigenden Druck ein explosives Kohlenstoffbrennen ausgelöst wird. Rechnerische Simulationen dieses Szenarios führen aber eher dazu, dass sich der aus Kohlenstoff und Sauerstoff bestehende Weiße Zwerg in einen Neon-Magnesium-Weißen-Zwerg umwandelt. Wie bei den Electron-Capture Supernovae kommt es in der Nähe der Chandrasekhar-Grenze zum Elektroneneinfang im Kern. Das Ergebnis dieses Vorgangs ist keine Explosion, sondern ein Accretion Induced Collapse, bei dem sich der Weiße Zwerg in einen Neutronenstern umwandelt.
- Im Violent Merger Szenario können Supernovae vom Typ Ia auch entstehen, wenn z. B. in einem Kugelsternhaufen zwei Weiße Zwerge kollidieren. Dieser Vorgang findet aber viel zu selten statt, um einen signifikanten Beitrag zur Rate dieser Supernovae zu ergeben
- Im Core-Degenerate Szenario taucht ein Weißer Zwerg in die ausgedehnte Atmosphäre eines AGB-Sterns ein und wird durch Reibung in der gemeinsamen Hülle abgebremst. Die Bahnachse verringert sich, bis der Weiße Zwerg mit dem Kern des AGB-Sterns verschmilzt. Zurück bleibt ein schnell rotierender Weißer Zwerg nahe der Chandrasekhar-Grenze, dessen Rotationsrate durch magnetische Wechselwirkung langsam abnimmt. Damit nimmt die gegen den Kollaps stabilisierende Wirkung der Zentrifugalkraft ab und der Weiße Zwerg explodiert als eine Supernova vom Typ Ia.
- Als Vorläufersterne kommen auch Zentralsterne Planetarischer Nebel in Betracht. Rote Riesen ausreichend großer Masse auf dem asymptotischen Riesenast können sich danach nach dem Abstoßen der äußeren Hülle (dem späteren Planetarischen Nebel) zu Weißen Zwergen mit einer Masse oberhalb der Chandrasekhar-Grenze entwickeln, die in ihren äußeren Schalen Wasserstoff und Helium über einem Kern aus Kohlenstoff und Sauerstoff verbrennen. Sobald die Verbrennungsvorgänge in den Schalen ausreichend Kohlenstoff produziert und auf dem kompakten Kern deponiert haben, so dass dieser die Grenzmasse überschreitet, zündet der Kohlenstoff im Kern und der Stern explodiert in einer Supernova vom Typ Ia.[7]

## Zeitverzögerung
Die Zeitverzögerung beschreibt in der Astrophysik den Abstand zwischen der Sternentstehung und der Explosion als Supernova. Aus der Verteilung der beobachteten Zeitverzögerungen kann auf die Population der Sterne bzw. Doppelsterne geschlossen werden, die in einer Typ-Ia-Supernova enden; sie dient damit zur Diskriminierung zwischen den im vorherigen Abschnitt aufgeführten Modellen. Dies gelingt besonders gut in Galaxien, die nur eine Sternengeneration hervorgebracht haben (z. B. einige Zwerggalaxien), oder bei ehemaligen Starburstgalaxien, bei denen die meisten Sterne in einem kurzen Zeitraum entstanden sind. Das Ergebnis dieser Untersuchungen deutet auf zwei Populationen von Vorläufersystemen hin:
- eine schnelle Population, die innerhalb weniger als 500 Millionen Jahren als Typ-Ia-Supernova endet;
- eine langsame Population, die innerhalb einer Zeitspanne zwischen 400 Millionen Jahren und der Hubble-Zeit explodiert.

Die beobachtete Verteilung der Zeitverzögerung kann nicht nur durch eins der oben beschriebenen Vorläufersysteme repräsentiert werden.

## Simulation des Explosionsvorgangs
Im Gegensatz zu dem eher quasi-statischen Gleichgewicht in anderen Lebensphasen von Sternen ist eine Supernovaexplosion ein hochdynamischer Prozess. Deshalb kann der Einfluss z. B. der Turbulenz nicht mehr durch eine mittlere Mischungslängentheorie beschrieben werden, sondern die Turbulenz muss über alle Skalenlängen berechnet werden von der Mikro- bis zur Makroturbulenz. Dies ist mit der heute verfügbaren Rechenleistung nicht möglich, weswegen die physikalischen Modelle stark vereinfacht werden müssen. Es gelingt bisher nicht, die normalen Typ-Ia-Supernovaeexplosionen zufriedenstellend zu simulieren. Dies kann eine Folge zu starker Vereinfachungen in der Modellierung sein, oder weil noch nicht die korrekten Vorgängersysteme bzw. Explosionsmechanismen gefunden wurden.
- Bei den Chandrasekhar-mass delayed detonations sollte der Weiße Zwerg explodieren, wenn sich die Gesamtmasse des Sterns der Chandrasekhar-Masse annähert. Um die beobachtete chemische Zusammensetzung des Auswurfs der Supernova in den Berechnungen zu erreichen, müsste sich die Explosion zunächst als Deflagration ausbreiten und später als eine Detonation durch den Stern laufen. Der Übergang von einer Ausbreitungsgeschwindigkeit mit weniger als der Schallgeschwindigkeit zur Überschallgeschwindigkeit muss extrem genau zeitlich gesetzt werden, damit nicht eine Verpuffung in dem weißen Zwerg stattfindet, die so nicht beobachtet wird. Es gibt auch keine physikalische Ursache für die Änderung der Ausbreitungsgeschwindigkeit der thermonuklearen Reaktionen. Weiterhin entstehen bei den Simulationen nicht mehr als 0,3 Sonnenmassen an Nickel, was zu wenig für die normalen Typ-Ia-Supernovae ist.
- Bei den Sub-Chandrasekhar-mass double detonations sollte zunächst ein explosives Heliumbrennen nahe der Oberfläche des Weißen Zwergs starten und eine Schockwelle in den Kern des Sterns laufen, was zu einer Zündung des Kohlenstoffbrennens führt. Während der zweite Teil unstrittig ist, gelingt die Zündung des Heliums nahe der Oberfläche in den Simulationen nicht ohne Ad-hoc-Annahmen. Demnach müsste sich eine massive Heliumschicht mit einer Masse von 0,2 Sonnenmassen ansammeln und zünden. Dabei würden aber Elemente der Eisengruppe gebildet werden, die in den beobachteten Spektren nicht nachgewiesen werden können.
- Die Violent Mergers sowie das Core-Degenerate Szenario wurden nicht sehr intensiv untersucht, weil sie keine große Rolle bei der beobachteten Supernovarate spielen dürften. Im Falle der Violent Merger scheinen in der Tat eine thermonukleare Reaktion zu zünden, aber es ist nicht ersichtlich, warum sie Supernovae mit einer so geringere Heterogenität produzieren sollten.

## Kritik am Standardmodell
Das Standardmodell für Supernovae vom Typ Ia ist intensiv ausgearbeitet worden. Aber auch 40 Jahre nach dem Vorschlag, diese Supernovae als das Ergebnis einer Zerstörung eines Weißen Zwerges zu begreifen, gibt es noch ungelöste Probleme:
- Das Vorläufersystem kann nicht einfach entartet sein, weil es dafür viel zu wenige superweiche Röntgenquellen gibt. Das doppelt entartete Szenario, das Verschmelzen zweier Weißer Zwerge, kann nicht mit der geringen Polarisation dieser Eruptionen in Einklang gebracht werden.
- Die Supernovarate von 1 bis 2 pro Jahrhundert für die Milchstraße übersteigt die Geburtsrate für Weiße Zwerge nahe der Chandrasekharschen Grenzmasse um mehrere Größenordnungen. Auch ein Massenzuwachs ist unwahrscheinlich, da in kataklysmischen Veränderlichen bei Novaausbrüchen mehr Masse abgeworfen wird als vorher akkretiert wurde. Um die Supernovarate mit dem zweifach entarteten Szenario in Einklang zu bringen, sollte die Akkretionsrate keine 10−12 Sonnenmassen pro Jahr überschreiten, was nicht mit Beobachtungen im Röntgenbereich übereinstimmt.
- Die Gleichmäßigkeit der Supernova Ia, so wichtig für die kosmologische Entfernungsbestimmung, ist für das zweifach entartete Szenario ein nicht lösbares Problem, da die unterschiedlichsten Massen von zwei Weißen Zwergen hierbei verschmelzen.
- Bei dem einfach entarteten Szenario gibt es das Partner-Problem. Der Begleitstern muss bereits seine Wasserstoffhülle verloren haben, damit es nicht zu einem Novaausbruch kommt und die Transferrate muss genau eingestellt sein, um stetige Kernreaktionen auf dem Weißen Zwerg und eine Durchmischung des Weißen Zwergs zu vermeiden. Es ist kein Sternmodell für einen Begleiter bekannt, das diese Anforderungen erfüllt.
- Die Ejektamasse, abgeleitet aus den Supernovaüberresten, streut erheblich. Wenn die Chandrasekhar-Grenzmasse aber eine universelle Konstante ist, wäre dies nur bei einer unvollständigen Verpuffung zu erwarten, was aber wieder nicht mit den Polarisationsmessungen vereinbar ist.